# (269762) Nocentini
(269762) Nocentini est un astéroïde de la ceinture principale.

## Description
(269762) Nocentini est un astéroïde de la ceinture principale. Il fut découvert le 4 octobre 1999 à Ceccano par Gianluca Masi. Il présente une orbite caractérisée par un demi-grand axe de 2,20 UA, une excentricité de 0,20 et une inclinaison de 8,2° par rapport à l'écliptique.

## Compléments